# 4월 1일
4월 1일은 그레고리력으로 91번째(윤년일 경우 92번째) 날에 해당한다.

## 사건
- 1916년 - 한국 일제강점기, 군산공립실과고등여학교가 설립되었다.
- 1938년 - 일본이 국가 총동원법을 공표하였다.
- 1946년 - 알류샨 열도에서 지진이 발생하여, 하와이 주민 165명이 목숨을 잃었다. (알류샨 지진)
- 1963년 - 기타큐슈시가 정령지정도시로 지정됐다.
- 1958년 - 대한민국 특전인의 날 기념일
- 1968년 - 대한민국에 향토예비군이 창설됐다.
- 1980년 - 중화인민공화국 신장 위구르 자치구 철판하의 판하묘지에서 위구르 사회과학원 고고학연구소 연구팀이 기원전 1880년~기원전 1800년경에 살던 40~48세 여성 누란미녀 미이라를 발견하였다. 백인인 점과 미모가 화제가 되었다.
- 1987년 - 일본국철(일본국유철도)이 JR로 민영화와 동시에 지역블록으로 분사화.
- 1988년
  - 대한민국 서울특별시 강동구 천호동에서 천호대교 버스 추락 사고가 발생했다.
  - 대한민국 노태우 정부 정한모 공보장관을 통해 광주사태 성격을 광주 민주화 운동으로 규정 및 피해자를 비롯 대국민 치유책 발표 정부 차원 유감 표명
- 1990년 - 전서구를 이용한 인터넷 통신 방법이 제안됐다.
- 1991년 - 소련 국가계획위원회가 해체됐다.
- 1997년 - 우주피스 공화국의 건국일. 우주피스 공화국은 1년에 단 하루만 열리는 나라이다.
- 2000년 - 일본 총리 오부치 게이조가 혼수 상태에 빠졌다.
- 2001년 - 네덜란드에서 동성결혼 제도가 세계 최초로 시행됐다.
- 2003년 - 
  - 이라크 전쟁: 제시카 린치 일병 구출 작전이 벌어졌다.
  - 중화인민공화국 홍콩의 유명한 영화배우이자 가수인 장국영이 사망했다.
- 2004년 - 한·칠레 자유 무역 협정(FTA)가 공식 발효됐다.
- 2008년
  - 대한민국 충청남도 순천향대학교 이순신연구소는 이순신 장군의 《난중일기》 중에서 지금까지 알려지지 않았던 32일치의 일기 내용이 새로 확인되었다고 밝혔다.
  - 일본 소니는 일본의 이동통신사인 NTT도코모에 휴대전화 납품을 중단하면서 2008년 안으로 일본 국내시장용 휴대전화의 개발과 생산을 중단할 방침이라고 밝혔다.
- 2009년
  - 대한민국산 베이비파우더에서 석면이 검출되었다.
  - 북해 인근에서 유로콥터 AS332기가 불시착하면서 최소 8명이 숨졌다.
  - 알바니아와 크로아티아가 북대서양조약기구에 참여하기로 했다.
  - 스웨덴 의회가 동성결혼을 법적으로 허용했다.
- 2013년 - 대한민국 최초의 동성애자 인권운동가이자 시조 시인, 작가인 육우당 윤현석을 기념하는 육우당 문학상이 서울 동대문구에서 제정되었다.

## 문화
- 1908년 -
  - 시흥역 (現 금천구청역) 개통.
  - 대한제국 표준시를 그리니치 천문대 기준 동경 127도 30분 자오선에 준해 변경하여 시행.[1]
- 1913년 - 서울맹학교가 개교하다.
- 1920년 - 동아일보가 창간되었다.
- 1926년 - 경성도서관이 경성부립도서관 종로분관으로 개편되어 재개관하였다.
- 1938년 - 공주여자사범학교가 개교하였다.
- 1939년 - 수도권 전철 중앙선 국수역이 개통 되었다.
- 1942년 - 청량리 - 경주 간의 중앙선 철도가 개통되다.
- 1949년 - 도쿄 증권거래소가 설립됐다.
- 1955년 - 독일 국적 항공사인 루프트한자가 최초로 운항을 개시했다.
- 1958년 - 대한민국에 농업은행이 발족되었다.
- 1973년 - MBC FM4U의 두시의 데이트가 첫방송되었다.
- 1974년 - 차지맨 켄!이 일본 TBS에서 처음으로 방영되었다.
- 1976년 - 애플이 설립되었다.
- 1983년 - 청주문화방송에서 TV가 개국했다.
- 1990년 - 서울 지하철 2호선 교대역에 법원·검찰청이 부역명으로 고시되었고, 서울 지하철 3호선 화물터미널역의 역명이 남부터미널역으로 변경되었다.
- 1994년 - 과천선 전 구간이 개통되었다.
- 1998년
  - 스타크래프트, 북미에 출시되다. 대한민국에서는 4월 9일에 출시되었다.
  - 경기도 김포군이 김포시로 승격했다.
- 2001년 - 대한민국 고스트스테이션이 처음으로 방송되었다.
- 2003년
  - 빈 필하모닉 오케스트라 서울 상암월드컵경기장에서 연주했다.
  - MBC FM4U 두시의 데이트가 방송 30주년을 맞이했다.
- 2004년
  - 구글이 1GB 용량을 제공하는 Gmail 서비스를 시작했다.
  - KTX(동대구 ~ 신경주, 울산 경유 부산, 호남고속선 구간 제외)가 개통했고, 통일호가 폐지되었다.
- 2005년 - 상모면이 수안보면으로 명칭을 바꾸었다.
- 2006년 - 조흥은행과 신한은행이 신한은행으로 통합 출범했다.
- 2011년
  - 옥구선 열차 운행이 재개되었다.
  - NHK 위성 제2텔레비전과 NHK 디지털 위성 하이비전이 통합되어 NHK BS 프리미엄이 되었다.
- 2012년 - 대한민국의 M머니 개국.
- 2013년
  - 가수 소녀시대의 'GEE', 국내 여성가수 뮤비 중 최초로 유튜브 조회수 1억뷰 달성.
  - 국민TV가 첫 방송을 시작했다.
  - MBC FM4U 두시의 데이트가 방송 40주년을 맞이했다.
- 2015년 - EBS 2TV가 케이블TV에서 수신이 가능해졌다.
- 2016년
  - 2016년 KBO 리그가 개막하였다.
  - 동해고속도로 동부산 나들목 구간이 개통되었다.
  - 프로듀스101의 마지막회를 끝으로 최종데뷔조 11명이 결정되었다.
- 2017년 - 아이오아이멤버 출신 김소혜의 브이앱채널이 개설되었다.[2]
- 2019년 - 그리고 아이즈원의 두 번째 한국 앨범 HEARTIZ가 발매되었다.
- 2021년 - 대한민국의 TV조선3, KBS 라이프, KBS 스토리 개국.
- 2023년 - MBC FM4U 두시의 데이트가 방송 50주년을 맞이했다.

## 탄생
- 1697년 - 프랑스의 소설가 아베 프레보. (~1763년)
- 1776년 - 프랑스의 수학자 소피 제르맹. (~1831년)
- 1815년 - 독일의 정치인 외교관 오토 폰 비스마르크. (~1898년)
- 1854년 - 대한민국의 독립운동가 허위. (~1908년)
- 1865년 - 오스트리아의 화학자 리하르트 아돌프 지그몬디. (~1929년)
- 1866년 - 이탈리아의 피아노 연주자, 작곡가 페루초 부소니. (~1924년)
- 1873년 - 러시아계 미국인 작곡가 세르게이 라흐마니노프. (~1943년)
- 1889년 - 대한민국의 독립운동가 이영. (~1960년)
- 1898년 - 미국의 수학자이자 인류학자 윌리엄 제임스 사이디스. (~1944년)
- 1908년 - 일본의 영화 감독 카메이 후미오. (~1987년)
- 1911년 - 인도의 최장수인, 영국의 마라톤 선수 파우자 싱. (~2025년)
- 1912년 - 일본의 소설가 요시다 겐이치. (~1977년)
- 1915년 - 영국의 영화감독 테런스 영. (~1994년)
- 1918년 - 대한민국의 비전향 장기수 신린수.
- 1920년 - 일본의 배우 미후네 도시로. (~1997년)
- 1926년 - 미국 태생의 아일랜드 소설가 앤 매캐프리. (~2011년)
- 1927년 - 대한민국의 만화가 신동헌. (~2017년)
- 1929년
  - 일본의 법조 겸 정치가 소노베 이츠오. (~2024년)
  - 프랑스의 가수 마르셀 아몽. (~2023년)
  - 체코슬로바키아의 소설가 밀란 쿤데라. (~2023년)
- 1929년 - 대한민국의 군인 겸 정치가 마달천. (~2016년)
- 1930년 - 미국의 영화배우 그레이스 리 휘트니. (~2015년)
- 1932년
  - 대한민국의 정치인 하경근. (~2015년)
  - 미국의 배우 데비 레이놀즈. (~2016년)
- 1933년 - 알제리 태생의 프랑스 물리학자, 노벨 물리학상 수상자 클로드 코엔타누지.
- 1935년 - 대한민국의 법조인 윤관. (~2022년)
- 1936년 - 파키스탄의 핵과학자 압둘 카디르 칸. (~2021년)
- 1938년
  - 대한민국의 천주교 성직자 조비오. (~2016년)
  - 일본의 야구 선수 곤도 아키히토. (~2019년)
- 1939년
  - 미국의 배우 앨리 맥그로.
  - 미국의 야구 선수 필 니크로. (~2020년)
- 1940년 - 케냐의 환경·정치운동가 왕가리 마타이. (~2011년)
- 1943년 - 스위스의 건축가 마리오 보타.
- 1944년 - 대한민국의 방송인 이상열.
- 1946년 - 영국의 음악가 로니 레일. (~1997년)
- 1947년
  - 프랑스의 수학자 알랭 콘.
  - 대한민국의 배우 정영숙.
- 1948년 - 대한민국의 의학자 문신용.
- 1952년
  - 대한민국의 희극인 이용식.
  - 대한민국의 정치인 정천석.
- 1954년
  - 대한민국의 소설가, 영화감독 이창동.
  - 일본의 음악가, 음악 프로듀서 히라사와 스스무.
- 1957년 - 미국의 배우, 텔레비전 배우, 영화배우 데니즈 니커슨. (~2019년)
- 1959년
  - 대한민국의 법조인, 정치인 권영세.
  - 일본의 정치인 기시 노부오.
  - 루마니아의 축구 선수 헬무트 두카담. (~2024년)
- 1960년
  - 대한민국의 배우 왕태언.
  - 일본의 성우 쿠지라.
- 1961년
  - 영국의 가수 수잔 보일.
  - 뉴질랜드의 작가 앤서니 매카튼.
- 1964년
  - 대한민국의 민주열사 박종철. (~1987년)
  - 대한민국의 축구 선수, 축구 감독 이광종. (~2016년)
- 1966년 - 대한민국의 기업인 박효진.
- 1968년 - 일본의 정치인 다케다 료타.
- 1969년
  - 대한민국의 변호사 겸 정치인 고영일.
  - 미국의 성우 에이프릴 스튜어트.
- 1970년 - 미국의 배우 겸 모델 이승희.
- 1971년
  - 대한민국의 배우 박성민.
  - 베트남의 공무원 레하이안. (~2019년)
- 1972년 - 대한민국의 뮤지컬 배우, 음악감독 신소영.
- 1973년 - 그리스의 영화 감독 요르고스 란티모스.
- 1974년
  - 대한민국의 성우 현경수.
  - 대한민국의 가수, 기업인 서동욱. (~2024년)
- 1975년
  - 대한민국의 배우 지영산.
  - 미국의 성우 트로이 베이커.
- 1976년
  - 대한민국의 배우 유상재.
  - 미국의 성우 트로이 베이커.
  - 네덜란드의 축구 선수 클라렌서 세이도르프.
  - 나이지리아 태생의 영국 배우 니키 아무카버드.
- 1977년 - 브라질의 종합격투기 선수 비토르 베우포르트.
- 1979년 - 대한민국의 축구 선수 김정현.
- 1980년
  - 대한민국의 배우 강지운.
  - 대한민국의 야구 선수 고동진.
  - 일본의 배우 다케우치 유코. (~2020년)
  - 미국의 프로레슬링 선수 랜디 오턴.
  - 대한민국의 트로트 가수 하명지.
- 1981년
  - 대한민국의 배우 박예진.
  - 대한민국의 배우 양경원.
  - 대한민국의 법조 겸 정치인 김한나.
  - 영국의 가수, 배우, 방송인 해나 스피어릿.
  - 홍콩의 배우, 모델 류신유.
- 1982년 - 대한민국의 야구 선수 박정배.
- 1983년
  - 프랑스의 축구 선수 프랑크 리베리.
  - 미국의 배우, 성우, 모델 맷 랜터.
- 1984년
  - 오스트레일리아의 배우 루크 아널드.
  - 인도계 영국인 배우 사샤 다완.
- 1985년 - 대한민국의 바둑 기사 박영훈.
- 1986년
  - 대한민국의 배우 오동민.
  - 미국의 배우 릴리 글래드스턴.
  - 미국의 싱어송라이터 힐러리 스콧.
  - 네덜란드의 스피드스케이팅 선수 이레인 뷔스트.
- 1987년 - 대한민국의 가수 강권희.
- 1988년
  - 대한민국의 배우 정해인.
  - 미국의 농구 선수 로빈 로페즈.
- 1989년 - 일본의 모델, 영화배우 스기모토 유미.
- 1990년 - 대한민국의 가수 동림 (DMTN).
- 1991년
  - 네덜란드의 축구 선수 바니티 레베리사.
  - 대한민국의 축구 선수 김승대.
- 1992년
  - 대한민국의 아나운서, 캐스터 홍석현.
  - 캐나다의 테니스 선수 개브리엘라 더브라우스키.
  - 대한민국의 가수, 뮤지컬 배우 황진영.
- 1993년
  - 대한민국의 배우 노영학.
  - 대한민국의 배우 김가란.
  - 대한민국의 야구 선수 변시원.
  - 대한민국의 전직 스타크래프트프로게이머 장윤철.
  - 대한민국의 치어리더 김수현.
  - 대한민국의 미술가 류성실.
  - 일본의 가수 오카모토 게이토 (Hey! Say! JUMP).
  - 일본의 가수 시바타 아야 (SKE48).
  - 브라질의 축구 선수 하파엘 리마 페레이라.
- 1994년
  - 영국의 가수 엘라 에어.
  - 조지아의 레슬링 선수 게노 페트리아슈빌리.
- 1995년
  - 대한민국의 프로게이머 이동녕(FXOpen).
  - 미국의 프로레슬링 선수 로건 폴.
- 1996년
  - 대한민국의 배우 강해림.
  - 대한민국의 축구 선수 임은수.
- 1997년
  - 영국의 배우 에이사 버터필드.
  - 대한민국의 리그 오브 레전드 프로게이머 베릴.
  - 오스트리아의  알파인 스키 선수 카타리나 린스베르거.
- 1998년
  - 대한민국의 배우 이준혁.
  - 대한민국의 가수 설하수.
- 1999년 - 대한민국의 가수 조아.
- 2000년 - 잉글랜드의 축구 선수 리안 브루스터.
- 2001년
  - 대한민국의 가수 이승연.
  - 대한민국의 가수 이로운.
- 2002년
  - 미국의 배우 세이디 싱크.
  - 대한민국의 축구 선수 정상빈.
- 2003년 - 대한민국의 축구 선수 황인택.
- 2005년 - 미국의 배우 게이브리얼 베이트먼.

## 사망
- 1204년 - 프랑스의 왕비이자 잉글랜드의 왕비인 엘레오노르 다키텐 여공작. (1122년~)
- 1505년 - 조선의 내시 김처선. (1421년~)
- 1621년 - 이탈리아의 화가 크리스토파노 알로리. (1577년~)
- 1917년
  - 대한민국의 관료, 독립운동가 이상설. (1871년~)
  - 미국의 작곡가, 피아니스트 스콧 조플린. (1868년~)
- 1922년
  - 오스트리아의 마지막 황제 카를 1세. (1884년~)
  - 스위스의 정신분석학자, 심리학자 헤르만 로르샤흐. (?~)
- 1968년 - 대한민국의 경찰 노덕술. (1912년~)
- 1976년 - 예비역 영국 해군 상사 출신의 소믈리에 노동업자 앨프리드 레논. (1905년~)
- 2002년 - 핀란드의 군인, 저격수 시모 해위해. (1956년~)
- 2003년 - 중화인민공화국 홍콩 특별행정구의 가수 겸 영화 배우 장국영. (1956년~)
- 2004년 - 대한민국의 비전향 장기수 정순덕. (1933년~)
- 2005년 - 대한민국의 비전향 장기수, 사회운동가, 통일운동가 류락진. (1928년~)
- 2013년 - 대한민국의 가수 겸 방송인 박상규. (1942년~)
- 2017년 - 대한민국의 시인 겸 영문학자 김종길. (1926년~)
- 2018년 - 과테말라의 정치인, 군인, 대통령 에프라인 리오스 몬트. (1926년~)
- 2019년 - 미국의 소설가 본다 N. 매킨타이어. (1948년~)
- 2020년
  - 미국의 가수, 음악가 애덤 슐레진저. (1967년~)
  - 미국의 재즈 피아노 연주자, 음악가 엘리스 마살리스. (1934년~)
  - 소말리아의 외교관, 정치인 누르 하산 후세인. (1938년~)
- 2021년
  - 스위스의 가수 파트리크 쥐베. (1950년~)
  - 일본의 공학자 아카사키 이사무. (1929년~)
  - 이스라엘의 고고학자 로버트 E. 쿨리. (1930년~)
- 2022년 - 대한민국의 기업인 송삼석. (1928년~)
- 2023년
  - 중화인민공화국의 정치인 뤄즈쥔. (1951년~)
  - 독일의 보드게임 개발자, 디자이너 클라우스 토이버. (1952년~)
- 2024년
  - 이란의 군인 모하마드 레자 자헤디. (1960년~)
  - 미국의 영화배우, 성우 조 플래허티. (1941년~)
- 2025년
  - 대한민국의 언론인 남시욱. (1938년~)
  - 브라질의 축구선수 레안드로 도밍게즈. (1983년~)
  - 미국의 영화배우 발 킬머. (1959년~)

## 기념일
- 많은 나라에서 4월 1일은 만우절이다.
- 어업인의 날: 대한민국
- KD운송그룹의 창립기념일이다.
- 이슬람 공화국의 날: 이란
- 게이샤 댄스 축제인 미야코 오도리(Miyako Odori)의 시작일: 일본 기온 (교토시)

## 같이 보기
- 전날: 3월 31일 다음날: 4월 2일 - 전달: 3월 1일 다음달: 5월 1일
- 음력: 4월 1일
- 모두 보기